# Konstantin I av Armenien (furste)
Konstantin I av Armenien, död 1100, var regerande furste av Armenien mellan 1095 och 1100.